# Sisinio González Martínez
Sisinio González Martínez (sinh ngày 22 tháng 4 năm 1986) là một cầu thủ bóng đá người Tây Ban Nha.

## Sự nghiệp câu lạc bộ
Sisinio González Martínez đã từng chơi cho FC Gifu.